# Randall Stout

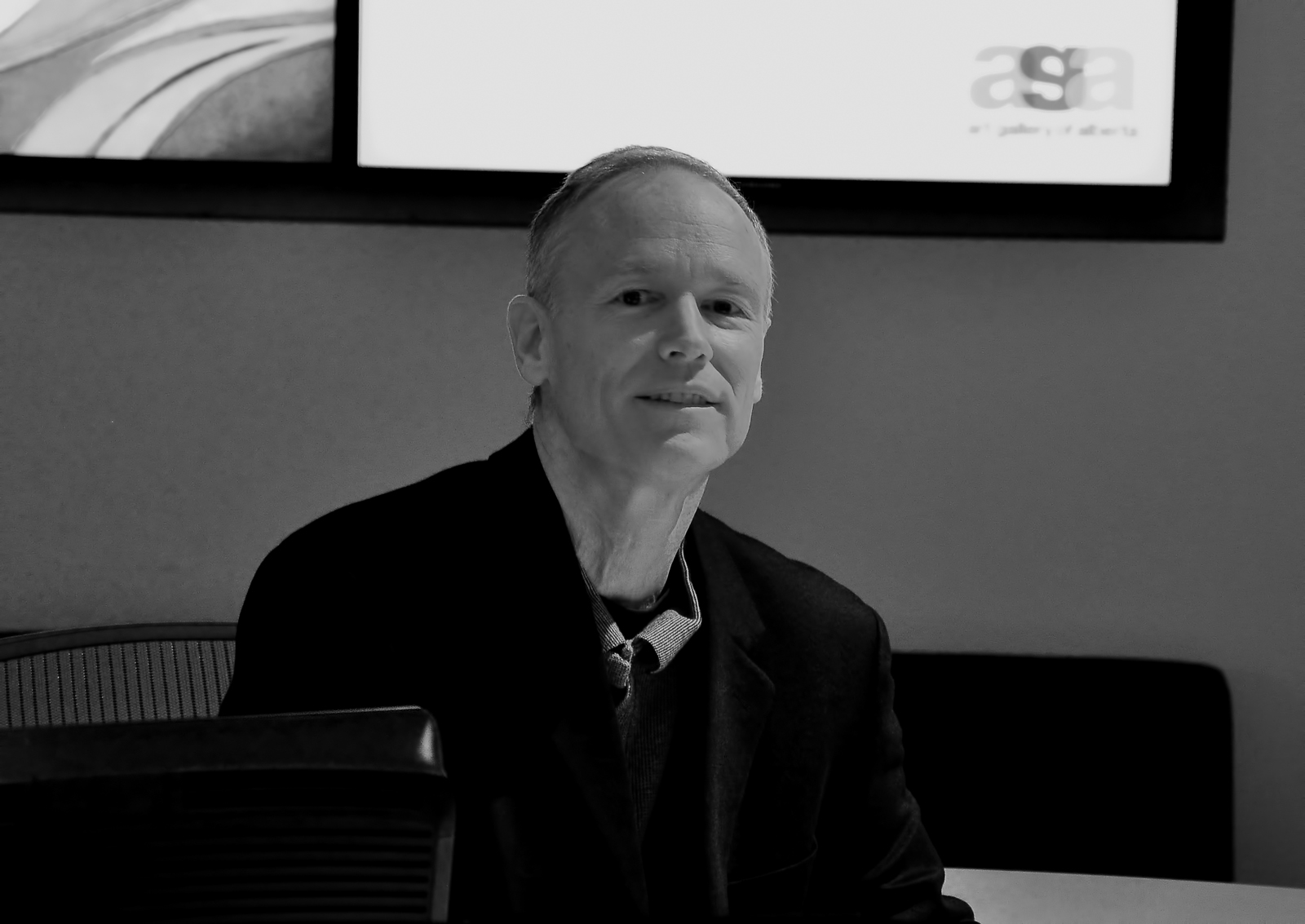
Randall Stout (2011)

Randall Stout (* 6. Mai 1958 in Knoxville, Tennessee; † 11. Juli 2014 in Los Angeles, Kalifornien) war ein US-amerikanischer Architekt und Hochschullehrer.

## Leben
Randall Stout wurde als Sohn einer Highschoollehrerin und eines Molkereigroßhändlers geboren. Er absolvierte 1981 sein Bachelorstudium in Architektur an der University of Tennessee. Anschließend folgte sein Master an der Rice University in Houston, Texas. Seine erste Anstellung als Architekt fand er 1985 bei Skidmore, Owings and Merrill. Ab 1989 arbeitete er schließlich über sieben Jahre lang für den Stararchitekten Frank Gehry. Er war dabei unter anderem in Projekte wie den Entwurf des Vitra Design Museums in Weil am Rhein oder der Walt Disney Concert Hall in Los Angeles involviert. Mit Randall Stout Architects, Inc. gründete er 1997 schließlich sein eigenes Architekturbüro in Los Angeles.
Parallel zu seiner Arbeit war Stout auch akademisch tätig. Er war als Architekturkritiker tätig, hielt Vorträge auf Fachkonferenzen und lehrte an unterschiedlichen Instituten. So lehrte er am E. Fay Jones Chair of Architecture an der University of Arkansas und am AC Martin Chair in Architecture an der University of Southern California. Zuletzt war er Professor für Architektur an der University of Nevada, Las Vegas.
Am 11. Juli 2014 verstarb Stout im Alter von 56 Jahren in seinem Zuhause in Los Angeles. Nach zweieinhalb Jahren Behandlung erlag er einem Nierenkrebsleiden. Er hinterließ seine Ehefrau und die drei gemeinsamen Kinder.

## Entworfene Gebäude

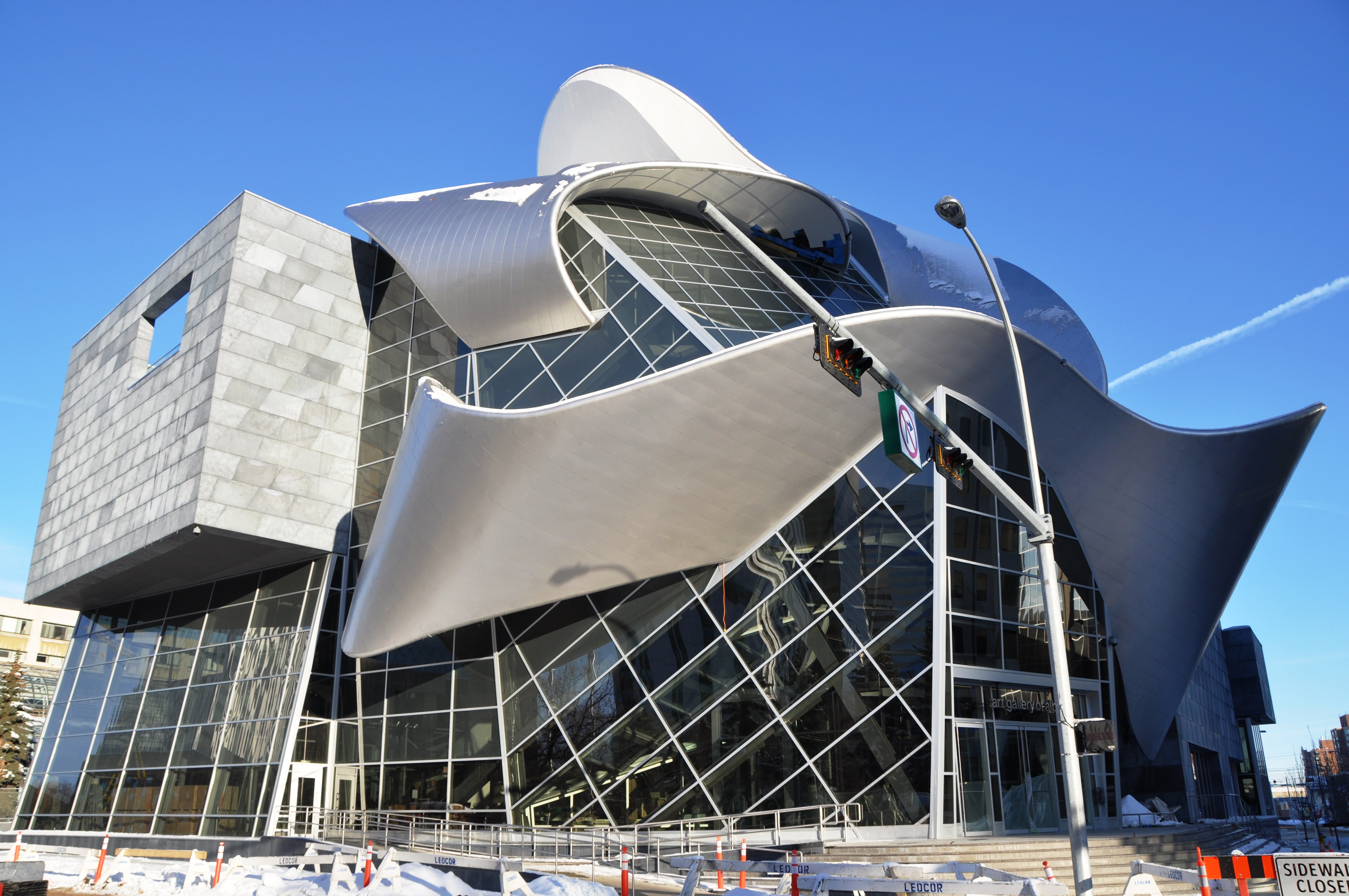
Art Gallery of Alberta
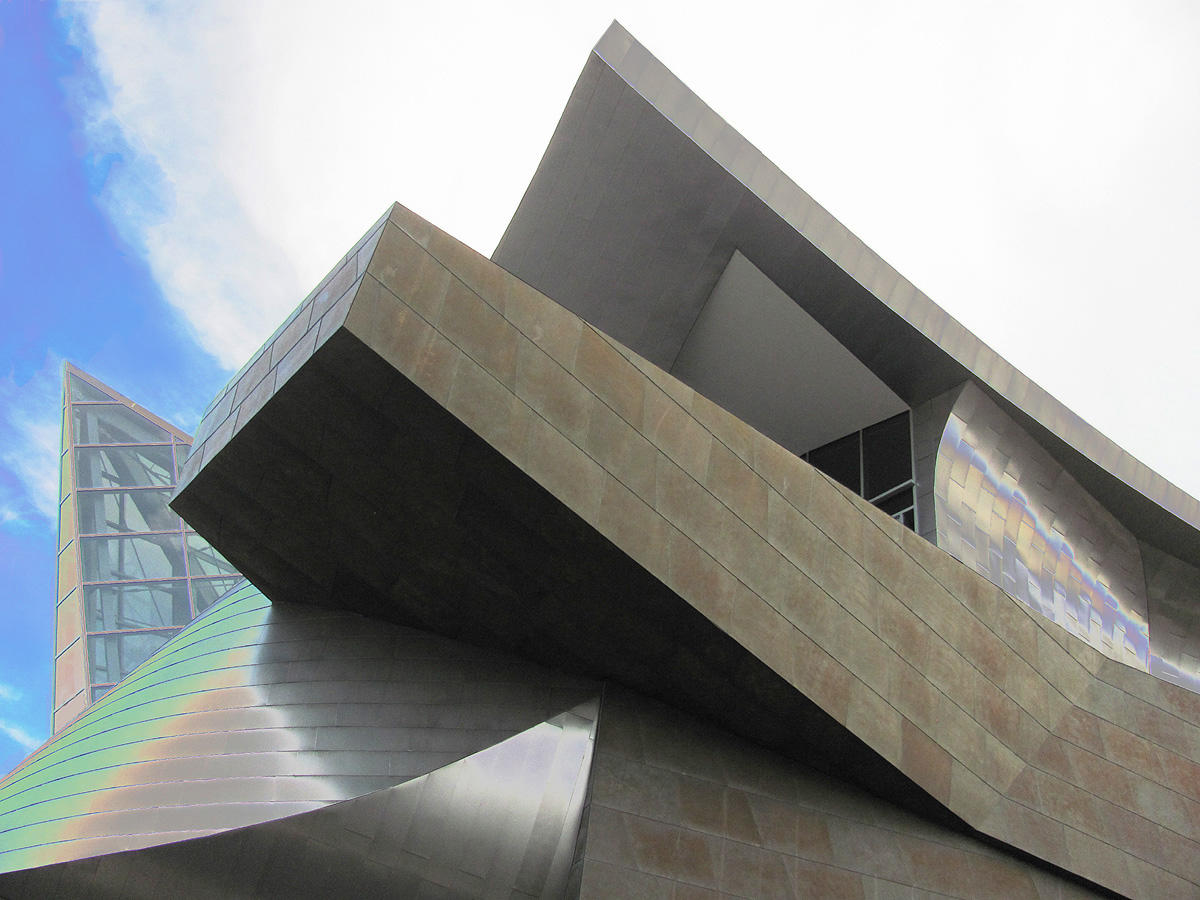
Taubman Museum of Art
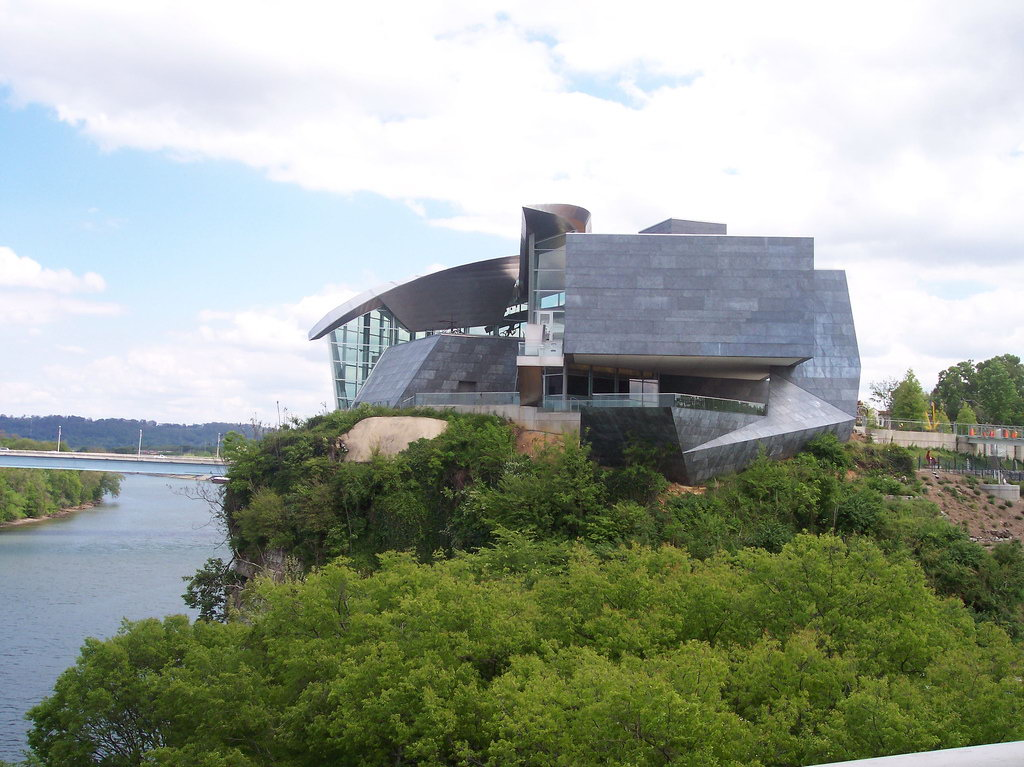
Hunter Museum of American Art